# Édouard Akame Mfoumou
Édouard Akame Mfoumou, né le 14 août 1945 à Ndonko au Cameroun, est un Ministre d'État camerounais.

## Biographie

### Enfance Études
Édouard Akame Mfoumou est né le 14 août 1945 à Ndonko (région du Sud du Cameroun). Il fait ses études primaires à la mission catholique de Nkol Ekong (de 1952 à 1958). Après l'obtention du CEPE en juin 1958, il débute les études secondaires au séminaire de Bonepoupa, jusqu’en juin 1962 lorsqu'il obtient le brevet d’études du premier cycle. De 1962 à 1965, il étudie au Collège Libermann (Douala), où il obtient en 1964 le probatoire et en 1965 le baccalauréat de philosophie.
De septembre 1965 à septembre 1966, il étudie au grand séminaire d’Otélé. De 1966 à 1969, il est étudiant à la Faculté de Droit et Science économiques de l’Université de Yaoundé. D’octobre 1969 à février 1972, il étudie à l’École nationale d'administration et de magistrature (ENAM) de Yaoundé, il en sort administrateur civil et major de sa promotion[réf. nécessaire]. Durant sa formation, il passa une année , (d’octobre 1970 à décembre 1971), à l’IIAP de Paris (France) d'où il sortit premier de sa promotion : une première pour un Africain.

### Carrière
D’août 1972 à août 1975, il est chef de service de l’organisation administrative au Ministère de l'administration territoriale et de la décentralisation. Le 25 août 1975, il est nommé attaché au cabinet du Premier ministre, et le 18 octobre 1976, il devient directeur des affaires législatives, réglementaires, sociales et culturelles dans les services du Premier ministre. Le 10 septembre 1981, il est nommé secrétaire général adjoint des services du Premier ministre. Ensuite, le 5 mai 1984, il devient conseiller technique au secrétariat général de la Présidence de la République. D’octobre 1984 à avril 1989, il devient directeur général de la banque BICIC (devenue BICEC). Le 14 août 2020, l'économiste camerounais Celestin Monga lui rend hommage à l'occasion de 75ème anniversaire et le présente comme l'homme qui l'a formé au métier de banquier.  
En 1988 il est élu par le magazine Jeune Afrique Économie, meilleur Banquier de toute l'Afrique[réf. nécessaire], avant de réintégrer la Présidence de la République, le 13 avril 1989 comme secrétaire général, poste occupé par Paul Tessa avant lui[réf. nécessaire].
Le 7 septembre 1990, Édouard Akame Mfoumou devient Ministre de la Défense. Il est remplacé à ce poste par Remy Ze Meka. Du 19 septembre 1996 au 27 avril 2001, il est Ministre de l'Économie et des Finances du Cameroun. Il fut remplacé à ce poste par Michel Meva'a M'Eboutou.
Le 12 septembre 2013, à la suite d'un décret présidentiel il succède à Philémon Yang et devient le nouveau Président du Conseil d'Administration de Camair-co,.

## Famille
La famille Akame est propriétaire du complexe hôtelier Rock Farm à Ndonkol et de sociétés d'huilerie, de savons et autres. Il est le frère du magistrat et homme politique Jean Foumane Akame.
Édouard Akame Mfoumou,  marié à plusieurs femmes, a huit enfants et neuf petits enfants, et son frère aîné Jean Fouman Akame magistrat, conseiller juridique, auteur du « code pénal » ami personnel, proche de Paul Biya.